# VMware Server
VMware Server (antigo VMware GSX Server) é uma suíte de software de virtualização para servidores gratuita descontinuada desenvolvida e fornecida pela VMware, Inc.
O VMware Server tem menos recursos que o VMware ESX, software disponível para compra, mas pode criar, editar e reproduzir máquinas virtuais. Ele usa um modelo cliente-servidor, permitindo acesso remoto a máquinas virtuais, ao custo de desempenho gráfico (e suporte a 3D). Pode executar máquinas virtuais criadas por outros produtos VMware e pelo Microsoft Virtual PC.
O VMware Server pode preservar e reverter para uma única cópia instantânea de cada máquina virtual separada no ambiente do VMware Server. O software não possui uma interface específica para clonar máquinas virtuais, ao contrário do VMware Workstation.
O VMware Server foi amplamente substituído pelo recurso "Máquinas virtuais compartilhadas", introduzido no VMware Workstation 8.0 e posteriores.